# کوری (یکا)
کوری (با نماد Ci) یک یکای غیر-دستگاه بین‌المللی یکاها است که برای اندازه‌گیری واپاشی هسته‌ای به کار می‌رود و به افتخار ماری کوری و پیر کوری نام گرفته است. 
کوری به صورت زیر تعریف می‌شود:
1 Ci = 3.7 × 1010 واپاشی هسته‌ای در ثانیه.
اگرچه استفاده از این یکا توسط سازمان‌های استاندارد آمریکایی توصیه نمی‌شود (به طور مثال NIST) کاربرد گسترده‌ای توسط سازمان‌ها دارد.
یک کوری تقریباً برابر با پرتوزایی یک گرم از رادیم ایزوتوپ 226Ra است؛ یعنی همان ماده‌ای که کوری‌ها روی آن مطالعه می‌کردند.
برای محاسبهٔ میزان پرتوزایی، یک یکای فرعی اس‌آی هم وجود دارد به نام بکرل (Bq) که برابر با یک واپاشی در ثانیه است. بنابراین:
1 Ci = 3.7 × 1010 Bq = 37 GBq
and
1 Bq ≅ 2.703 × 10−11 Ci
همچنین یکای میکروکوری نیز به گستردگی مورد استفاده است:
1 μCi = 3.7 × 104 disintegrations per second = 2.22 × 106 disintegrations per minute